# ブリントハイム
ブリントハイム (ドイツ語: Blindheim) は、ドイツ連邦共和国バイエルン州シュヴァーベン行政管区のディリンゲン・アン・デア・ドナウ郡の町村（以下、本項では便宜上「町」と記述する）である。この町はヘーヒシュテット・アン・デア・ドナウ行政共同体に参加している。

## 地理
この町はアウクスブルク地方に位置している。
この町は8つのゲマインデタイル（村落、集落、開墾地などの小地区）からなる。
この町のゲマルクング（合併前の旧自治体にあたる地区）は以下の3つである。
- ブリントハイム
- ウンターグラウハイム
- ヴォルパートシュテッテン

## 歴史

### 自治体の形成まで
1704年8月13日にこの町の郊外で、スペイン継承戦争の趨勢を決定づけた第2次ヘーヒシュテットの戦いとしても知られるブリントハイムの戦い（ブレンハイムの戦い）が行われた。この戦いはイギリスにとって歴史上極めて重要な戦いで、例えばこの戦いで勝利したマールバラ公ジョン・チャーチル1世の一族の居館は、この町にちなんでブレナム宮殿と名付けられた。また、ニュージーランドのマールボロ地方で最大の人口約28,000人の街もこの町にちなんでブレナムと名付けられた。ブリントハイムの戦いから300周年を記念して、古戦場の周囲に記念遊歩道が設けられた。その遊歩道沿いに高さ約 6.5 m の展望塔も建設され、古戦場を一望することができる。
この集落はバイエルン選帝侯領の一部で、閉じたホーフマルク（下級裁判権を有する小領主が領邦領主に従属する形の荘園）を形成していた。1700年頃にファイト・エルンスト3世フォン・レヒベルク＝イレライヒェン＝クロンブルク＝オスターベルクが2人の息子アントン・ファーレンティン・アレクサンダーとジグムント・ベーロ・ディオニスのためにブリントハイムを獲得し、その周囲に分家領を建設した。スペイン継承戦争で荒廃したブリントハイムが両相続人に継承された。1725年には2人とも亡くなり、姪のマリア・アントニー（1715年-1791年）がこの所領を相続した。彼女はこれを1765年に売却した。神聖ローマ帝国終焉時、ブリントハイムは、アラースベルクの針金工場主ヤーコプ・ギラルディを当主とするギラルディ家の所有となっていた。1818年の市町村令により行政上の自治体が成立した。ホーフマルクに替わって設けられた荘園領主の下級裁判所は1849年に廃止された。

### 町村合併
バイエルン州の地域再編に伴い、1978年5月1日にウンターグラウハイムとヴォルパートシュテッテンがこの町に合併した。

## 住民

### 人口推移
1988年から2018年までの間にこの町の人口は1,626人から1,693人まで67人、約 4.1 % 増加した。

## 行政

### 議会
ブリントハイムの町議会は、12議席からなる。

### 首長
2014年からユルゲン・フランク (Freie Bürgerliste) が第1町長を務めている。彼は、2020年3月15日の選挙で 73.1 % の票を獲得して再選された。彼の前任者はヴィルヘルム・グンプ (CSU/Freie Wählervereinigung) で1984年から町長を務めた。

### 紋章
図柄: 頂部は赤地に端まで貫く銀の十字。主部は銀地と黒地に斜め二分割。それに被せて金の冠をかぶり、2つの魚の尾を持つヴァッサーマン（半魚人）。右手に赤いハルバード、左手に赤い樽を持っている。樽からは銀の水が流れ出している。
解説: 自治体ブリントハイムは、1978年にそれまで独立した町村であったブリントハイム、ウンターグラウハイム、ヴォルパートシュテッテンから成立した。半魚人はウンターグラウハイムの1967年の旧紋章から採られた意匠で、町域内の泉の湧く場所を表している。ハルバードは、1215年にヴォルパートシュテッテンの礼拝堂と所領をカイスハイム修道院に売却した騎士ハインリヒ・フォン・シュライトドルフ（またはシュライフドルフ）の紋章に由来する。銀地と黒地の斜め二分割は1256年から1471年まで存在したことが知られているブリントハイム騎士家の紋章から採られた。赤地に白十字は、オイゲン・フォン・ザヴォイエンの紋章であり、スペイン継承戦争における1704年のヘーヒシュテットの戦いを連想させる。この戦いはブリントハイムとルッツィンゲンとの間を戦場として行われ、オイゲン・フォン・ザヴォイエンとマールバラ公チャーチルが当時のバイエルン・フランス軍に勝利した。

## 文化と見どころ

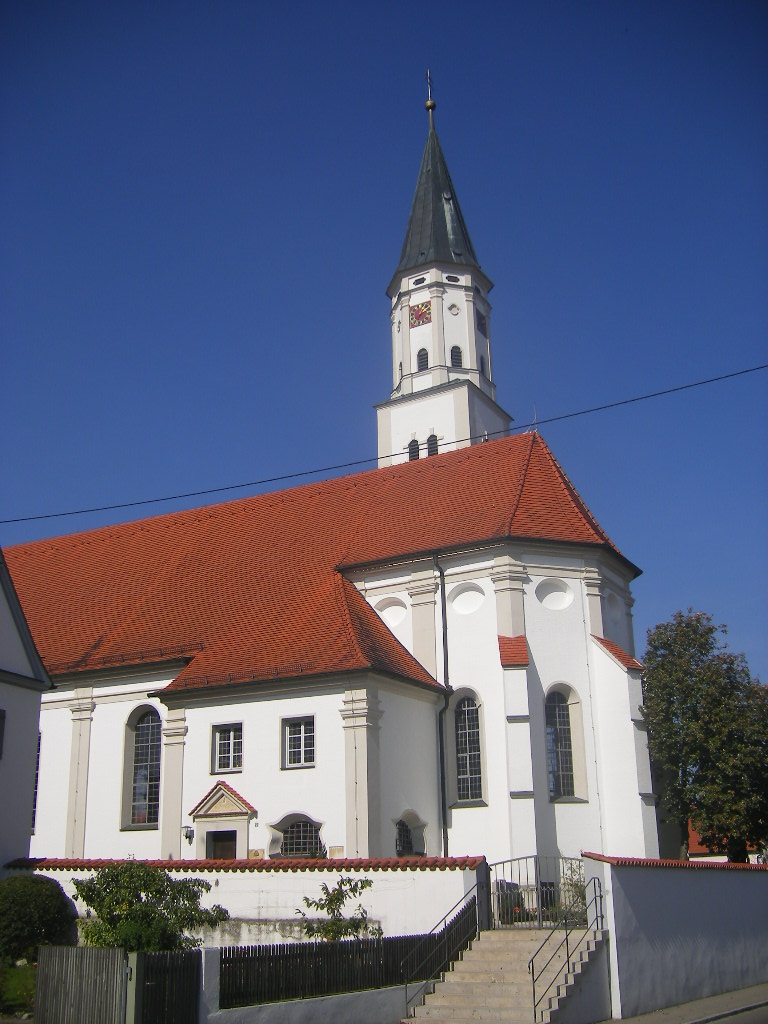
聖マルティン教会

### 見どころ
- カトリックの教区教会聖マルティン教会
- カトリックの支教会聖ニコラウス教会（ヴォルパートシュテッテン）
- ミュンヘン・トラムバーン協会の路面電車博物館

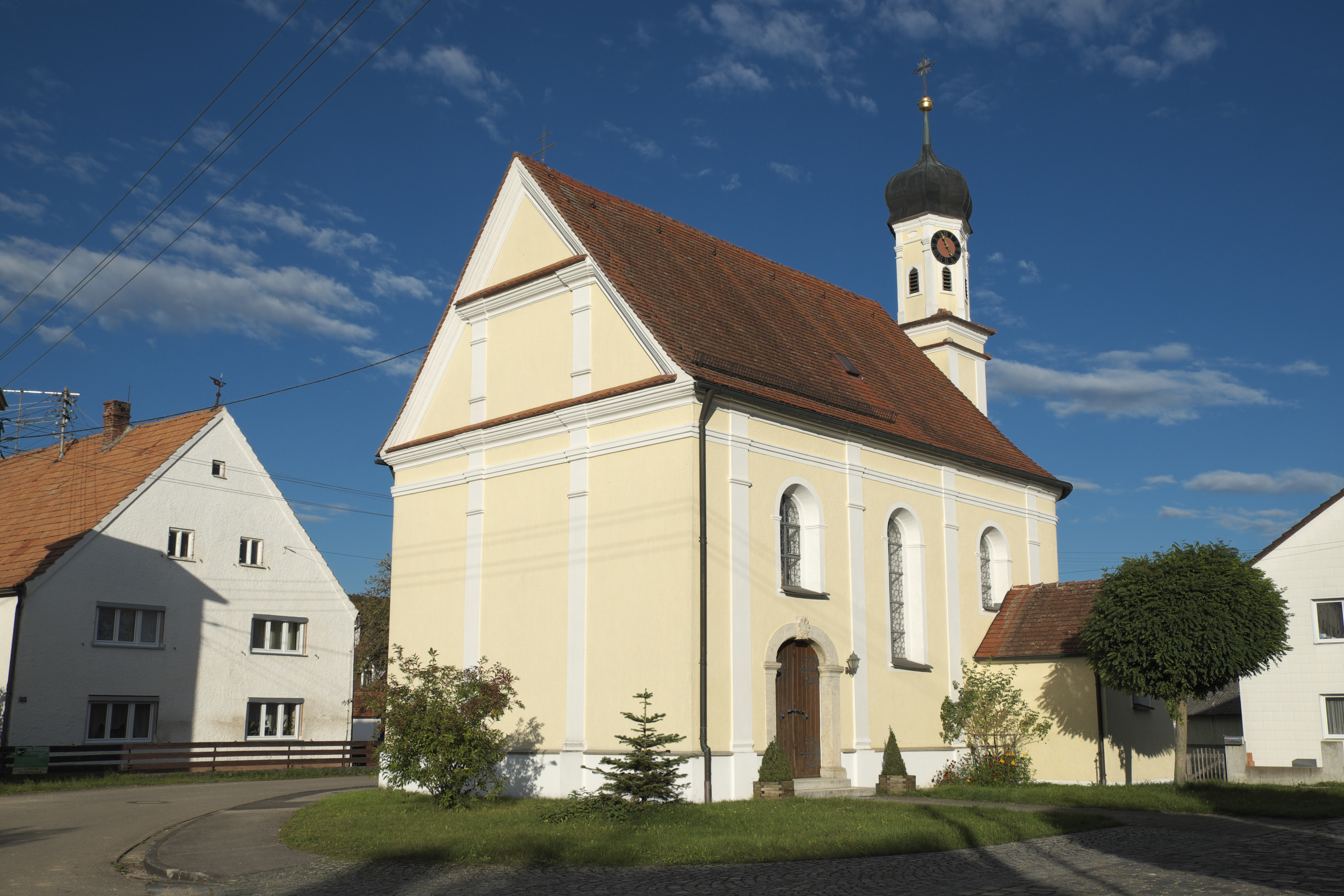
聖ニコラウス教会
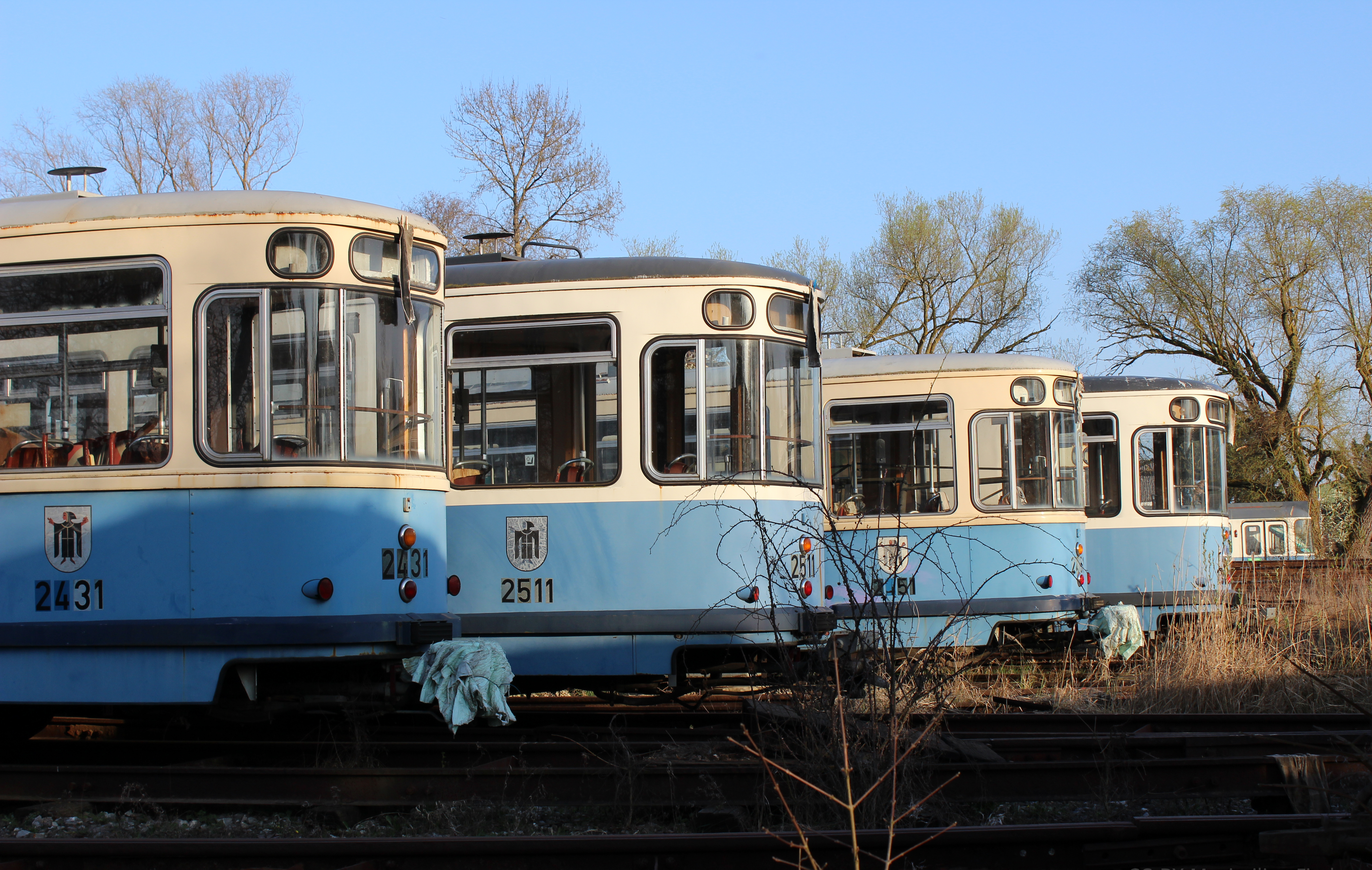
路面電車博物館

## 経済と社会資本

### 経済
公式統計によれば、2022年現在ブリントハイムでは205人の社会保険支払い義務のある就労者が働いている。このうち126人が製造業に従事している。この町に住む社会保険支払い義務のある就労者は822人である。したがってこの町から他の市町村へ通勤する就労者は、他の市町村からこの町へ通勤する就労者よりも617人多い。失業者は13人である。

### 農林業
2020年、この町には37件の農家があった。1439 ha が農業に利用されており、このうち 1186 ha が耕作地、252 ha が牧草地である。

### 交通
ブリントハイム駅は、鉄道インゴルシュタット - ノイオフィンゲン線の駅である。町域内（主邑とウンターグラウハイム地区との間）を連邦道16号線が通っている。

### 教育
2015年現在、この町には児童施設が1か所あり、定員85名に対して、78人が在籍している。

### その他
ドイツでもしばしば栽培されているイギリス原産のリンゴ「ブレナム・オレンジ」（ドイツでの名称はゴルトレネッテ・フォン・ブレンハイム）は、間接的ながらこの町にちなんで命名された。